# Anita Shapira
Anita Shapira (née en 1940 à Varsovie en Pologne) est une historienne israélienne, professeur au Département d'histoire juive à l'Université de Tel-Aviv. Son domaine d'étude est l'histoire juive moderne et elle est spécialisée dans l'histoire du Sionisme, la Communauté juive en Palestine depuis 1882 et l'État d'Israël.

## Biographie
Elle est née à Varsovie en 1940. Sa famille et elle émigrent en Palestine mandataire en 1947. Elle grandit ensuite à Tel-Aviv. Elle effectue des études supérieures, consécrées à l'histoire, et notamment à l'histoire juive, à l'université. Elle obtient un doctorat en 1974.
Elle devient professeur titulaire à l'université de Tel-Aviv en 1984, tout en menant des recherches et en publiant.
Son domaine d'étude est l'histoire juive moderne et elle est spécialisée dans l'histoire du Sionisme, la Communauté juive en Palestine depuis 1882 et l'État d'Israël. Elle s'emploie en particulier dans ses publications à réfuter des thèses des nouveaux historiens israéliens, tels que Benny Morris, Zeev Sternhell, Tom Segev, Avi Shlaïm, ou Ilan Pappé,.
Elle a publié notamment :
- Berl Katznelson : The Biography of a Socialist Zionist, Cambridge University Press, 1984,  (ISBN 0-521-25618-6)
- Land and Power: The Zionist Resort to Force, 1881-1948, Oxford University Press, 1992,  (ISBN 0-19-506104-7)
- Yigal Allon, Native Son: A Biography, University of Pennsylvania Press, 2007,  (ISBN 978-0-8122-4028-3)
- L'imaginaire d'Israël : histoire d'une culture politique., Calmann-Lévy, 2005,  (ISBN 978-2702136331)[3].
- Ben-Gurion, Father of Modern Israel. Yale University press, 2015